# Joan Millet i Tusell
Joan Millet i Tusell és un empresari català, fill del financer, mecenes i promotor cultural Fèlix Millet i Maristany. Fou conseller de Banca Catalana i president de l'empresa d'assegurances i reassegurances Chasyr-1879.